# نعمان (الشعر)

تعديل مصدري - تعديل

نعمان هي إحدى قرى عزلة الوسط بمديرية الشعر التابعة لمحافظة إب، بلغ تعداد سكانها 408 نسمة حسب تعداد اليمن لعام 2004.